# Iota Crateris
Iota Crateris (24 Crateris) é uma estrela dupla na direção da constelação de Crater. Possui uma ascensão reta de 11h 38m 39.96s e uma declinação de −13° 12′ 08.1″. Sua magnitude aparente é igual a 5.48. Considerando sua distância de 88 anos-luz em relação à Terra, sua magnitude absoluta é igual a 3.32. Pertence à classe espectral F7V.